# بریر بن خضیر همدانی
بُرَیر بن خُضَیر حمْدانی مِشْرَقی دانشمند و قاری قرآن بود و کتابی به نام قضایا و احکام داشت که در آن روایاتی از علی بن ابی‌طالب و حسن مجتبی نقل کرده بود. در زیارت رجبیه از وی یاد شده‌است.
بریر ساکن کوفه بود و هنگامی که خبر قیام حسین را شنید، به کاروان او ملحق شد، تا روز عاشورا با حسین بود. او در روز عاشورا پس از کشته‌شدن حر به میدان نبرد رفت و در۶۰ سالگی کشته‌شد.

## اصل و نسب
قبیله وی منسوب به مِشرَق، شاخه‌ای از قبیلة حمْدانِ یمن است؛ وی از خاندان بنی مشرق از قبیله حمْدانِ و ساکن کوفه بوده‌است.

## دیدگاه بریر نسبت به حسین بن علی
در بدو ورود به کربلا، گفتگویی میان هر یک از یاران حسین بن علی شکل گرفت. بریر خطاب به حسین بن علی گفت: «به خدا قسم ای فرزند رسول خدا، پروردگار به برکت وجود شما بر ما منّت نهاد تا برای یاری شما کشته شویم و پیکر ما قطعه قطعه گردد، تا در قیامت از شفاعت جدّت برخوردار شویم، گروهی که فرزند پیامبر را تباه گرداند روی رستگاری را نخواهد دید. وای بر آن‌ها! هنگام رستاخیز خدای را چگونه دیدار می‌کنند؟ آنان در آتش جهنم فریاد هلاکت و مرگ سر می‌دهند»

## مباهله بریر با یزید بن معقل
در روز عاشورا بریر برای اثبات درستی اعتقاد خود به یزید بن معقل پیشنهاد مباهله داد و گفت: 
بیا تا مباهله کنیم و آن گاه دست‌ها را به سوی آسمان بلند کردند و از خداوند خواستند که دروغگو را لعنت کند و آن را که راستگو و بر حق است بر باطل پیروز گرداند؛ و پس از آن به مبارزه پرداختند.
نخست یزید بن معقل ضربتی بر بریر زد که کارگر نیفتاد، این بار بریر حمله کرد و ضربه اش سر پسر معقل را شکافت و او را بر زمین زد.

## درگذشت
وی به یزید بن معقل از سپاه دشمن، که با وی محاجّه می‌کرد، پیشنهاد مباهله داد و پس از کشتن وی و سی نفر دیگر، رجزخوان جنگید. رضی بن منقذّ عبدی به جنگ بریر آمد. بُریر او را بر زمین افکند و بر سینه اش نشست. منقّذ دیگران را به کمک طلبید. کعب بن جابر ازدی پشت نیزه را بر بریر فرود آورد بریر بینی منقذّ را کند. وی بر اثر نیزه به کنار افتاد و کعب با شمشیر او را کشت.